# Головей, Тамара Ошеровна
Тама́ра О́шеровна Голове́й (бел. Тамара Ашэраўна Галавей; род. 19 сентября 1943, Учкурган) — советская и белорусская шахматистка, мастер спорта СССР по шахматам (1966), международный арбитр (1989), заслуженный тренер Республики Беларусь. Трёхкратная чемпионка Белорусской ССР по шахматам (1965, 1969, 1976). В составе команды Белорусской ССР бронзовый призёр 3-й Спартакиады народов СССР по шахматам (1963).

## Биография
Воспитанница тренера А. И. Шагаловича. В 1960-е и в 1970-е годы была одной из сильнейших шахматисток Белоруссии. Три раза побеждала в чемпионатах Белоруссии по шахматам среди женщин (1965, 1969, 1976), дважды в личном первенстве ВЦСПС среди женщин (1966, 1967).
Шесть раз участвовала в финалах чемпионатов СССР по шахматам среди женщин (1965, 1966, 1967, 1968, 1969, 1974), в которых лучший результат показала в 1969 году, когда поделила 8—9-e место.
Шесть раз представляла команду Белорусской ССР в первенствах СССР между командами союзных республик по шахматам (1960—1969, 1975—1979), в которых в 1962 году завоевала третье место в личном зачёте, в 1963 году была третьей в командном зачёте, а в 1967 году была второй в личном зачёте. Четыре раза представляла команды «Спартак» и «Буревестник» в розыгрыше командного Кубка СССР по шахматам (1966—1974), в которых в 1968 году завоевала третье место в командном зачёте, а в 1971 году была второй в индивидуальном зачёте.
В 1965 году окончила Белорусский политехнический институт (ныне Белорусский национальный технический университет). С 1970 года работала шахматным тренером в одной из детско-юношеских спортивных школ Минска. Была тренером будущих гроссмейстеров Бориса Гельфанда и Юрия Шульмана С 1999 года переехала на постоянное место жительство в США (Чикаго), где продолжала участвовать в шахматных турнирах. Сейчас она по-прежнему детский тренер по шахматам. Среди её учеников IM Эрик Розен, IM Димитар Мардов,  Марисса Ли .